# Kárum
A kárum (akkádul qāru vagy qārum, sumerogrammal írva GAR3 vagy GARA3, 𒃼) önkormányzattal rendelkező kereskedőtelep az óasszír kereskedelem korában. A név etimológiája a sémi nyelvekben általában kikötőt jelentő qāru szóra megy vissza, eredetileg csak a rakpartot jelentette. A rakpart azonban a kereskedelem színhelye, az áruforgalom csomópontja, ezért a szó jelentése gyorsan kibővült a rakparthoz tartozó teljes folyóparti szakaszra és az általában annak mentén található települési kereskedelmi központra is. Még később már a fuvarosok szállásai és raktárak, valamint a kereskedelemben illetékes bírák lakhelyei is bekerültek a szó jelentésébe, kereskedőváros esetén ez gyakorlatilag a teljes települést jelentette.
A legismertebb kárumok Karkemis és Kanis. Karkemis első ismert említése még abból a korból való, amikor a kárum a település kövezett, vályogfalakkal körülvett rakpartját jelentette. Ismert egy Asszíria és Ebla között kötött szerződés, amely szerint az egyik Eufrátesz-parti kereskedelmi telep kárumja, illetve annak használati joga Eblát illeti meg. Ez volt Kamis kárumja (Qār-kā-mi-iš). (Kamis Ebla egyik főistensége.)
Kanis település az óasszír kereskedelmi telepek legismertebbje, a teljes anatóliai asszír övezet központja, az i. e. 24. századtól a hettita korig fontos igazgatási centrum. Teljes neve: Qārum Qaniš. Ez a név a Kārkaniš → Kārkaneš → Kaneša alakokon keresztül vált Nesza formájúvá, amelyen a hettiták nevezték.
A kárumok települési önkormányzata több alkalommal vált önállósodási törekvések kiinduló pontjává, így az i. e. 2. évezred végén Anatóliában váltak függetlenné. Ezek a telepek képezték a hettita városkirályságok alapjait.
A kárum fogalom olyan jelentős volt, hogy az akkád nyelvben a kereskedőt tamkārumnak nevezték. Ez közvetve mutatja, hogy a sumer korban a kereskedelem – legalábbis a belkereskedelem – gyakorlatilag kizárólag vízi úton történt. Újabban a kifejezést kereskedősegéd vagy a kereskedő „ügynöke” értelemben fordítják, mivel a dokumentumok sosem nevezik meg személynévvel a tamkārumot. Más vélemények szerint változó jelentésben használták ezt a kifejezést a hitelezőre, a nevét titkolni kívánó pénzforrásra, vagy éppen az óasszír kereskedelem korában a kereskedőcég anatóliai részének vezetőjére használták.
A legfontosabb kárumok:
- Karkemis
- Kanis
- Purushattum
- Vahsusana
- Salativara